# Carmem (telenovelă)
Carmem este o telenovelă braziliană produsă și difuzată de Rede Manchete între 5 octombrie 1987 și 14 mai 1988, în 180 episoade.
Scena a fost scrisă de Glória Perez și regizată de Luiz Fernando Carvalho și José Wilker, cu Lucélia Santos în rol principal.
Teapa de telenovele a fost repetată de radiodifuzor între 19 martie și 7 iunie 1990, într-un format compact, în 70 de capitole, de luni până sâmbătă la ora 13:00 (și mai târziu la ora 15:00).